# Contea di Crockett (Tennessee)
La contea di Crockett in inglese Crockett County è una contea dello Stato del Tennessee, negli Stati Uniti. La popolazione al censimento del 2000 era di 14 532 abitanti. Il capoluogo di contea è Alamo.